# لويس أنطونيو فالديز
لويس أنطونيو فالديز (بالإسبانية: Luis Antonio Valdez)‏ هو لاعب كرة قدم مكسيكي في مركز الوسط، ولد في 1 يوليو 1965 في مدينة أغواسكاليينتس في المكسيك. شارك مع منتخب المكسيك لكرة القدم. أما مع النوادي، فقد لعب مع كلوب ليون ونادي غوادالاخارا ونادي مونتيري.

## وصلات خارجية
- لويس أنطونيو فالديز على موقع الاتحاد الدولي (مؤرشف)  (الإنجليزية)
- لويس أنطونيو فالديز على موقع قاعدة بيانات كرة القدم.إي يو (الإنجليزية)
- لويس أنطونيو فالديز على موقع ناشيونال فوتبول تيمز (الإنجليزية)
- لويس أنطونيو فالديز على موقع Soccerway.com (الإنجليزية)